# Kressbronn
Kressbronn es un municipio alemán perteneciente al distrito del lago de Constanza en el estado federado de Baden-Wurtemberg. Barrios son Atlashofen, Arensweiler, Berg, Betznau, Döllen, Gattnau, Gießenbrücke, Gohren, Gottmannsbühl, Hüttmannsberg, Kalkähren, Kochermühle, Kümmertsweiler, Nitzenweiler, Poppis, Retterschen, Riedensweiler, Schleinsee, Tunau. En total, tiene unos 8.339 habitantes.